# Michail Konstantinowitsch Glubokowski

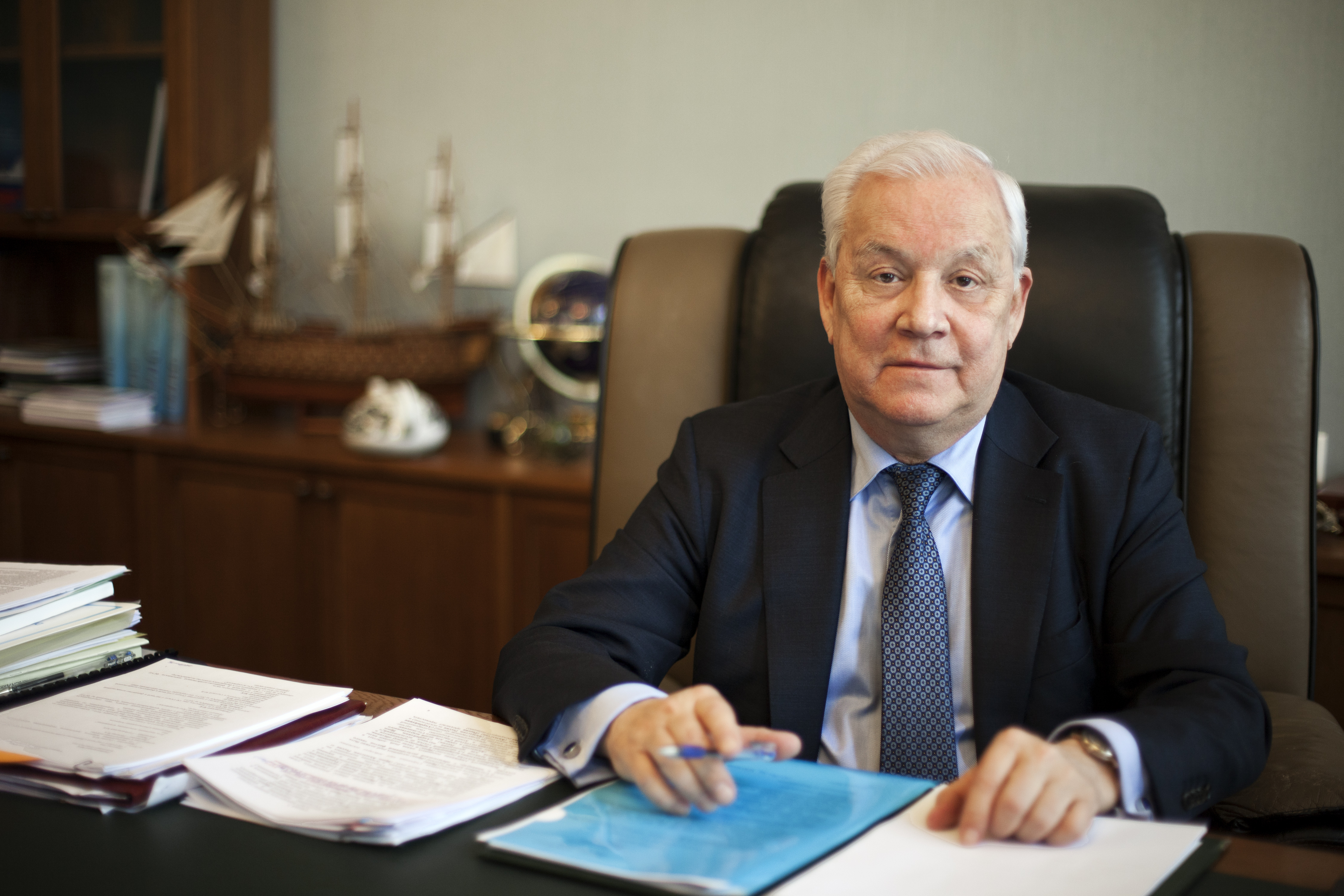
Michail Konstantinowitsch Glubokowski (2014)

Michail Konstantinowitsch Glubokowski (russisch Михаил Константинович Глубоковский, wiss. Transliteration Michail Konstantinovič Glubokovskij, eng: Mikhail Konstantinovich Glubokovsky; * 20. September 1948 in Smolensk, Sowjetunion) ist ein sowjetischer und russischer Fischerei-Wissenschaftler und Politiker.

## Leben
1971 machte Glubokowski seinen Abschluss an der Fakultät für Biologie und Bodenkunde der Leningrader Staatsuniversität. Im Jahr 1990 verteidigte er seine Doktorarbeit über die Evolutionsbiologie der Lachsfische.
Von 1971 bis 1993 arbeitete er am Institut für Meeresbiologie der fernöstlichen Abteilung der Russischen Akademie der Wissenschaften in Wladiwostok, zunächst als Forschungspraktikant und ab 1989 als stellvertretender Direktor des Instituts für wissenschaftliche Arbeit. Während der Föderationsversammlung von 1993 bis 1996 war er Abgeordneter sowie stellvertretender Vorsitzender des Ausschusses für Bildung, Wissenschaft und Kultur der Duma beim Russischen Föderationsrat. Während der Föderationsversammlung von 1996 bis 2000 war er zusätzlich Vorsitzender des Ausschusses für Naturressourcen und Umweltmanagement. Im Jahr 2000 war er stellvertretender Minister des Ministeriums für Wissenschaft und Technologie der Russischen Föderation. Von 2000 bis 2002 war er Präsident der Union der wissenschaftlichen Gesellschaften Russlands.
Im Jahr 2002 war er Mitglied des Föderationsrates der Föderationsversammlung der Russischen Föderation aus der gesetzgebenden Versammlung der Region Primorje. Von 2005 bis 2008 war er stellvertretender Direktor der Abteilung für Fischereipolitik des Ministeriums für Landwirtschaft der Russischen Föderation. Von 2008 bis 2009 war Berater des Leiters des Staatskomitees für Fischerei der Russischen Föderation.
Von 2009 bis 2012 war er erster stellvertretender Direktor des Allrussischen Forschungsinstituts für Fischerei und Ozeanographie (Всероссийский научно-исследовательский институт рыбного хозяйства и океанографии (ВНИРО)).
Von Dezember 2012 bis Februar 2017 war er Direktor und seitdem ist er wissenschaftlicher Direktor des ВНИРО.
Seit 2001 ist er Professor der Abteilung für Ichthyologie der Biologischen Fakultät der Lomonossow-Universität Moskau.
Als Vertreter des Instituts und maßgeblicher russischer Wissenschaftler ist Glubokowski Mitglied russischer Delegationen bei internationalen Verhandlungen (Sitzungen der internationalen Konsultationen zur Gründung einer regionalen Fischereimanagement-Organisation im Südpazifik, der Russland-Iran-Kommission und der Kommission für aquatische Bioressourcen des Kaspischen Meeres). Er ist stellvertretender Vertreter Russlands in der Kommission zur Erhaltung der lebenden Meeresschätze der Antarktis.
Er ist stellvertretender Vorsitzender der Interdepartementalen Ichthyologischen Kommission, die durch den Beschluss des Ministerrats 1949 gegründet wurde, um die wissenschaftlichen Aktivitäten und die kollegiale Beratung und Entscheidungsfindung zu den wichtigsten wissenschaftlichen und technischen Fragen der Fischerei zu koordinieren, und ist ein ständiges Beratungsorgan der Föderalen Agentur für Fischerei.
Glubokowski  ist Autor von etwa 80 wissenschaftlichen Publikationen und vier Büchern. Eines seiner aktuellsten Werke ist International Fisheries - Russia's Interests (2013), an dem er gemeinsam mit renommierten russischen Wissenschaftlern gearbeitet hatte. Die Sammelmonographie bewertete die aquatischen biologischen Ressourcen der Ozeane, die der russischen Fischerei außerhalb der Zone russischer Gerichtsbarkeit zur Verfügung stehen. Für den Atlantik, den Pazifik und den Südlichen Ozean werden die völkerrechtlichen Bedingungen für den Zugang russischer Fischer zur Fischerei auf bestimmte Bestände aquatischer biologischer Ressourcen detailliert analysiert und Empfehlungen zum Schutz der Interessen der einheimischen Fischerei im Rahmen bestehender multilateraler und bilateraler Fischereiabkommen der Russischen Föderation entwickelt.
Glubokowski erstbeschrieb drei Arten aus der Gattung der Saiblinge (Salvelinus): Salvelinus albus (1977), Salvelinus elgyticus (1981) und Salvelinus krogiusae (1993)